# Laerdal

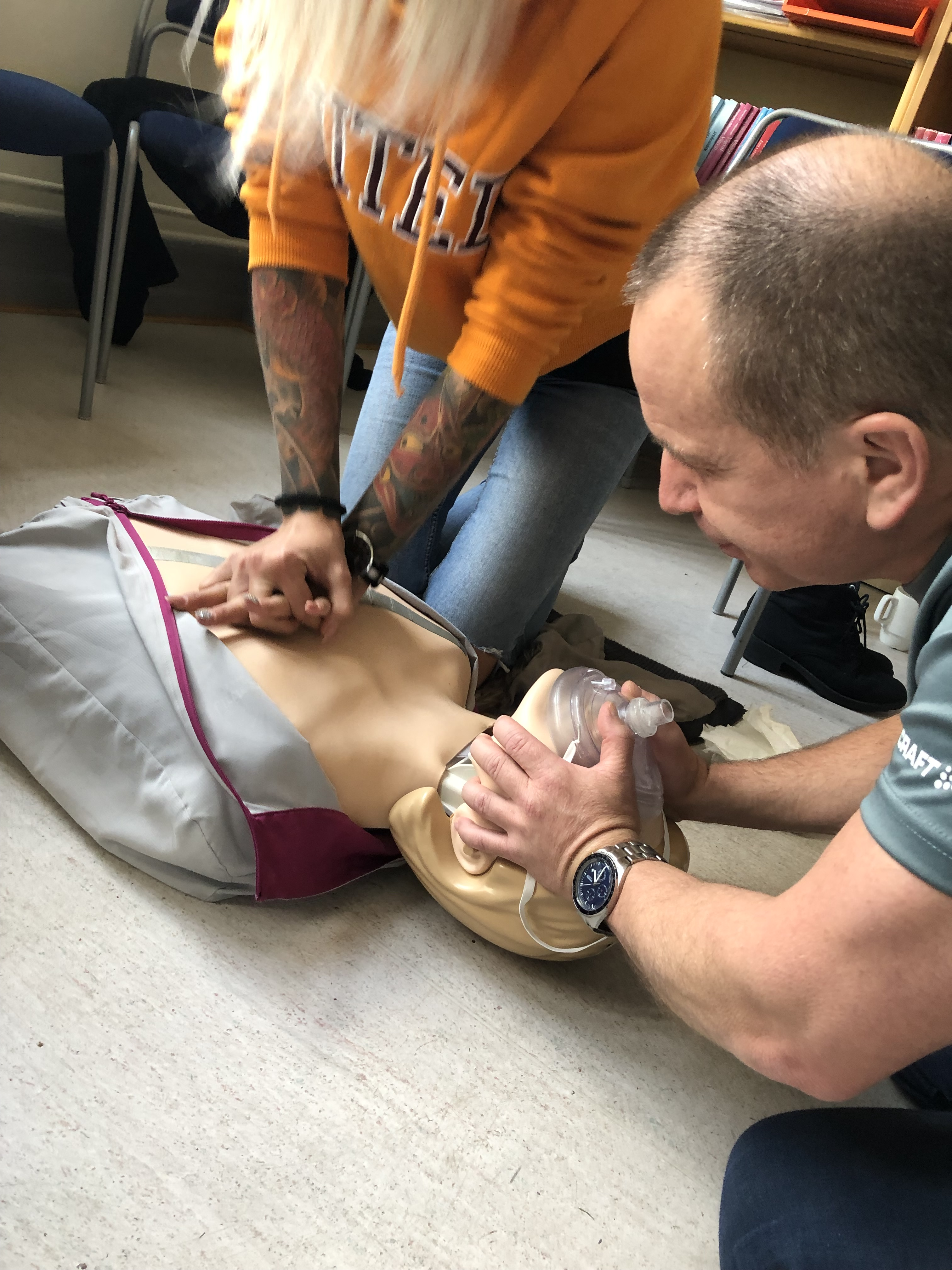
HLR utbildning för undersköterskor med övningsdocka Little Anne från Laerdal, 2019.

Laerdal AS är ett norskt företag som sedan 1950 utvecklar och marknadsför utrustning för omhändertagande och återupplivning av skadade.
I företagets sortiment finns flera olika sorters dockor, för olika vårdgivares behov. De allra mest avancerade dockorna kan simulera hjärtstopp och sedan återstartas med hjälp av en hjärtstartare, allt kontrollerat av en operatör vid sidan av övningen.
De enklare dockorna som gemene man oftast kommer i kontakt med under en hlr- eller första hjälpen-utbildning är resusci-serien och little-serien. I dessa båda serier finns vuxendockor som kallas Anne, barndockor(1-12 år)som kallas junior, samt spädbarnsdockor som kallas baby.
Elektroniken i de mer avancerade resuscimodellerna kan ge användaren eller instruktören tips på hur åtgärden kan förbättras ytterligare med hjälp av bland annat QCPR. 